# Nova kreditna banka Maribor
Nova kreditna banka Maribor d.d. (kratici NKBM in Nova KBM) je bila slovenska banka s sedežem v Mariboru. Ustanovljena je bila 27. julija 1994. V začetku leta 2023 je postala del madžarske skupine OTP. Slednja je 22. avgusta 2024 združila obe banki, katerih lastnica je skupina OTP (to sta NKBM in SKB banka), od takrat nosita ime OTP banka.
NKBM je februarja 2020 je od države kupila Abanko.